# 国鉄シキ115形貨車
国鉄シキ115形貨車（こくてつシキ115がたかしゃ）は、1961年（昭和36年）5月19日と1964年（昭和39年）10月10日に1両ずつ合計2両（シキ115 - シキ116）が三菱重工業にて製造された、35トン積み低床式大物車である。
全長は17,130 mmで、低床部の長さが5,700 mmとかなり長く、また低床部のレール面上の高さも500 mmと低床式大物車の中でも格段に低い位置にある。これによって高い使い勝手を確保していた。しかしこれにより自重が31.5 トンと重くなり、板台枠式の3軸ボギー台車2基を装備することになっている。車体は溶接構造で組み立てられており、空気ブレーキはKD254形である。
三菱電機所有の私有貨車で、常備駅は塚口駅であった。1986年（昭和61年）11月29日に2両とも廃車となった。